# Mormacpride-Klasse

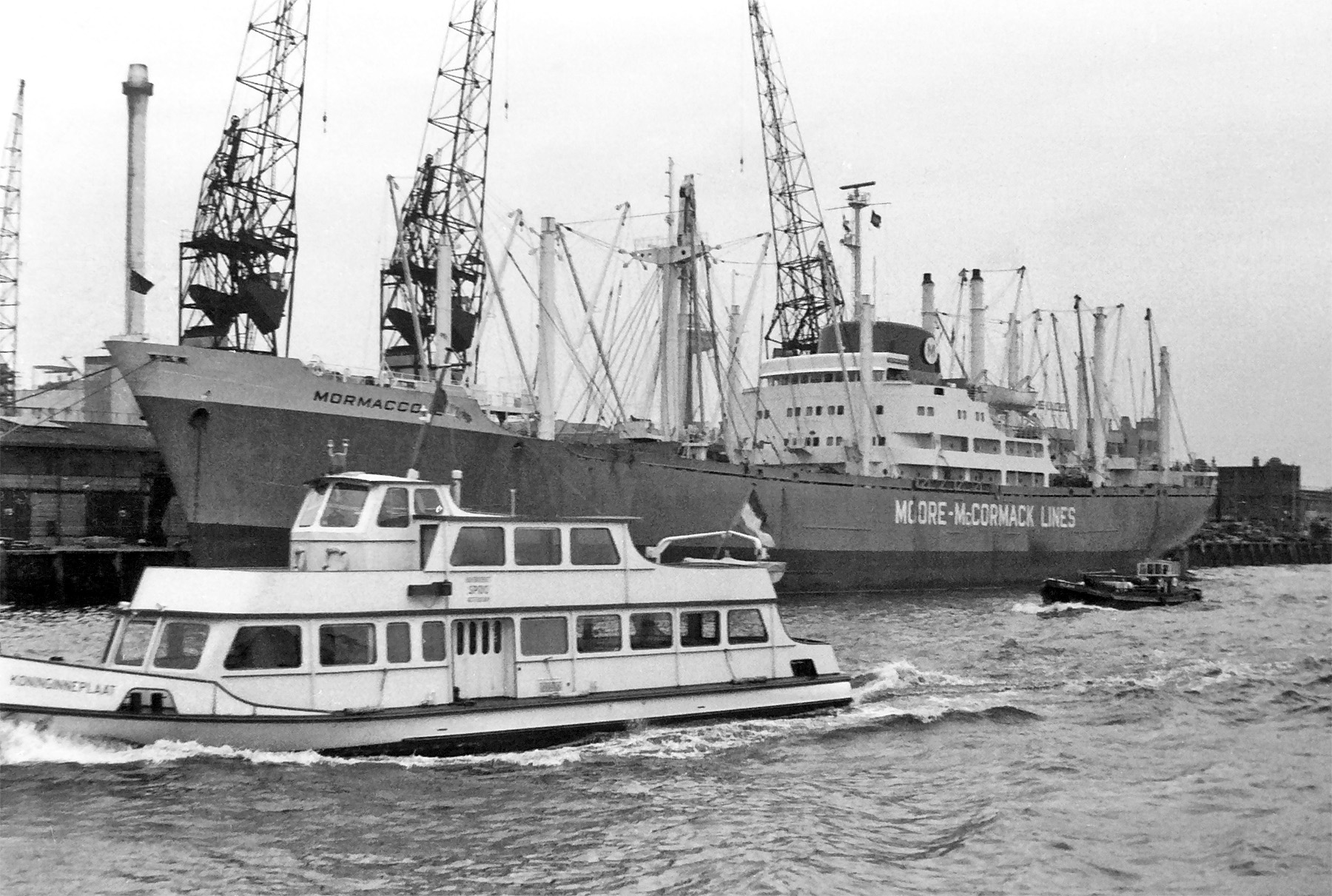
Mormaccove 1964 in Rotterdam

Die Mormacpride-Klasse des Marad Design C3-S-33a war ein in acht Einheiten gebauter Schiffstyp der US-amerikanischen Reederei Moore-McCormack.

## Geschichte
Der Entwurf wurde von der US-amerikanischen Reederei Moore-McCormack bei der Ingalls Shipbuilding Corporation in Auftrag gegeben und von der United States Maritime Administration (MARAD) als Typ C3-S-33a geführt. Intern erhielt der Typ das Kürzel C-3-1624 Design, da für die Südamerika-, Ostsee- und Große-Seen-Fahrt auf den Linien 1, 16 und 24 konzipiert wurde. Der Bau der acht jeweils gut zehn Millionen US-Dollar teuren Schiffe wurde von der MARAD im Rahmen des Long Range Shipbuilding Program bei den Werften Sun Shipbuilding Company Chester, Pennsylvania und Todd’s Shipbuilding, San Pedro in Auftrag gegeben, welche die Schiffsserie in den Jahren 1960 bis 1962 ablieferten. Einige der Schiffe wurden schließlich nach dem Ausscheiden von den Moore-McCormack Lines betriebenen Diensten an die MARAD zurückgegeben und in den Jahren 1977 bis 1987 Bestandteil der National Defense Reserve Fleet (NDRF). Die meisten Schiffe der Klasse gingen inzwischen zur Verschrottung.

## Technik
Das C-3-1624 Design stellte beim Bau einen zeitgemäßen Stückgutschiffsentwurf mit kurz hinter der Schiffsmitte liegendem leicht stromlinienförmigen Brückenhaus, stark vornüberfallendem Steven mit Bugwulst und einem Kreuzerheck dar.
Die Aufteilung der Laderäume war die eines herkömmlichen Stückgutschiffs, wies aber in vielerlei Hinsicht moderne Details auf. Die Lukendeckel mit großem Decksöffnungsgrad auf dem Hauptdeck sollten im Zusammenhang mit den großen hydraulischen Zwischendecksluken einen problemlosen vertikalen Zugang zur Ladung gewährleisten. Die Umschlageinrichtungen bestanden aus zeitgemäßen Ladebäumen. Die Schiffe verfügten über fünf teilweise auf Kühlladung ausgelegte Laderäume und Tieftanks für flüssige Ladungen. Unter einigen Laderäumen waren zusätzliche Ladetanks angeordnet.
Die Aufbauten waren komplett klimatisiert.
Der Schiffstyp erreichte durch seinen Getriebedampfturbinenantrieb Geschwindigkeiten von gut 18 Knoten.

## Übersicht
Es wurden acht C3-S-33a-Schiffe gebaut.
| MARAD Typ C3-S-33a | MARAD Typ C3-S-33a     | MARAD Typ C3-S-33a | MARAD Typ C3-S-33a                                     |
| Indienststellung   | Werft/Baunummer        | Bauname            | Umbenennungen und Verbleib                             |
| ------------------ | ---------------------- | ------------------ | ------------------------------------------------------ |
| 1960               | Sun Shipbuilding/617   | Mormacpride        | 1977 als „Pride“ zur NDRF → 2008 abgebrochen           |
| 1960               | Sun Shipbuilding/618   | Mormacbay          | 1981 als „Kingsbay“ zur NDRF                           |
| 1961               | Todd’s Shipbuilding/74 | Mormaccape         | 1987 als „Cape Catawba“ zur NDRF                       |
| 1961               | Todd’s Shipbuilding/75 | Mormacglen         | → abgebrochen                                          |
| 1961               | Sun Shipbuilding/619   | Mormaclake         | 1977 als „Lake“ zur NDRF                               |
| 1961               | Sun Shipbuilding/620   | Mormacscan         | 1977 als „Scan“ zur NDRF, → 2008 abgebrochen           |
| 1961               | Sun Shipbuilding/621   | Mormaccove         | 1980 als „Northern Light“ zur NDRF, → 2014 abgebrochen |
| 1962               | Sun Shipbuilding/622   | Mormactrade        | 1980 als „Southern Cross“ zur NDRF → 2008 abgebrochen  |